# Coupe continentale féminine de saut à ski 2010-2011
Navigation
Coupe 2009-2010 Coupe 2011-2012
La coupe continentale féminine de saut à ski 2010-2011 est la 7e édition de la coupe continentale féminine de saut à ski, compétition de saut à ski organisée annuellement. Elle s'est déroulée du 7 décembre 2010 au 9 mars 2011, entrecoupée par les championnats du monde d'Oslo entre le 24 février et le 6 mars 2011.
La compétition a débuté à Rovaniemi en Finlande ; elle a fait ensuite étape en Norvège à Vikersund et Notodden, en Allemagne à Schönwald/Schonach, Hinterzarten, Braunlage puis Brotterode, en Slovénie à Ljubno, en Autriche à Ramsau am Dachstein, puis au Japon à Zao.
Cette saison 2010/2011 a vu s'affronter l'élite du saut à ski féminin : il y a ensuite une saison estivale, qui représente le plus haut niveau de ce sport, mais en hiver les meilleures sportives s'affrontent désormais lors des épreuves de la Coupe du monde féminine de saut à ski.

## Points attribués à chaque compétition
| Place  | 1er | 2e  | 3e  | 4e  | 5e  | 6e  | 7e  | 8e  | 9e  | 10e | 11e | 12e | 13e | 14e | 15e |
| ------ | --- | --- | --- | --- | --- | --- | --- | --- | --- | --- | --- | --- | --- | --- | --- |
| Points | 100 | 80  | 60  | 50  | 45  | 40  | 36  | 32  | 29  | 26  | 24  | 22  | 20  | 18  | 16  |
|        |     |     |     |     |     |     |     |     |     |     |     |     |     |     |     |
| Place  | 16e | 17e | 18e | 19e | 20e | 21e | 22e | 23e | 24e | 25e | 26e | 27e | 28e | 29e | 30e |
| Points | 15  | 14  | 13  | 12  | 11  | 10  | 9   | 8   | 7   | 6   | 5   | 4   | 3   | 2   | 1   |

## Résultat par épreuve
Source résultats : FIS.
| Date                                                   | Lieu                      | Épreuve                   | Vainqueur                             | Deuxième                              | Troisième                             |  |
| ------------------------------------------------------ | ------------------------- | ------------------------- | ------------------------------------- | ------------------------------------- | ------------------------------------- |  |
| 7 décembre 2010                                        | Rovaniemi                 | HS100                     | Jessica Jerome                        | Daniela Iraschko                      | Line Jahr                             |  |
| 8 décembre 2010                                        | Rovaniemi                 | HS100                     | Daniela Iraschko                      | Jessica Jerome                        | Lindsey Van                           |  |
| 11 décembre 2010                                       | Vikersund                 | HS117                     | Daniela Iraschko                      | Sarah Hendrickson                     | Lindsey Van                           |  |
| 12 décembre 2010                                       | Vikersund                 | HS117                     | Daniela Iraschko                      | Coline Mattel                         | Lindsey Van                           |  |
| 17 décembre 2010                                       | Notodden                  | HS98                      | Daniela Iraschko                      | Jessica Jerome                        | Elena Runggaldier                     |  |
| 18 décembre 2010                                       | Notodden                  | HS98                      | Coline Mattel                         | Daniela Iraschko                      | Melanie Faisst                        |  |
| FIS-Ladies-Winter-Tournee (de)                         |                           |                           |                                       |                                       |                                       |  |
| 8 janvier 2011                                         | Schönwald/Schonach        | HS106                     | Daniela Iraschko                      | Coline Mattel                         | Melanie Faisst                        |  |
| 9 janvier 2011                                         | Schönwald/Schonach        | HS106                     | reporté au 12 janvier à Hinterzarten, | reporté au 12 janvier à Hinterzarten, | reporté au 12 janvier à Hinterzarten, |  |
| 12 janvier 2011                                        | Hinterzarten              | HS108                     | Daniela Iraschko                      | Coline Mattel                         | Eva Logar                             |  |
| 12 janvier 2011                                        | Hinterzarten              | HS108                     | Coline Mattel                         | Daniela Iraschko                      | Lindsey Van                           |  |
| 15 janvier 2011                                        | Braunlage                 | HS100                     | Coline Mattel                         | Daniela Iraschko                      | Jacqueline Seifriedsberger            |  |
| 16 janvier 2011                                        | Braunlage                 | HS100                     | Coline Mattel                         | Daniela Iraschko                      | Melanie Faisst                        |  |
| FIS-Ladies-Winter-Tournee                              | FIS-Ladies-Winter-Tournee | FIS-Ladies-Winter-Tournee | Coline Mattel                         | Daniela Iraschko                      | Jessica Jerome                        |  |
| 22 janvier 2011                                        | Ljubno                    | HS96                      | Daniela Iraschko                      | Eva Logar                             | Maja Vtič                             |  |
| 23 janvier 2011                                        | Ljubno                    | HS96                      | Daniela Iraschko                      | Juliane Seyfarth                      | Maja Vtič                             |  |
| Championnats du monde junior (25 au 31 janvier 2011)   |                           |                           |                                       |                                       |                                       |  |
| 5 février 2011                                         | Brotterode                | HS117                     | Daniela Iraschko                      | Coline Mattel                         | Lisa Demetz                           |  |
| 6 février 2011                                         | Brotterode                | HS117                     | Daniela Iraschko                      | Coline Mattel                         | Melanie Faisst                        |  |
| 12 février 2011                                        | Zakopane                  | HS94                      | Coline Mattel                         | Sara Takanashi                        | Eva Logar                             |  |
| 13 février 2011                                        | Zakopane                  | HS94                      | Coline Mattel                         | Sara Takanashi                        | Elena Runggaldier                     |  |
| 19 février 2011                                        | Ramsau                    | HS98                      | Sara Takanashi                        | Ulrike Gräßler                        | Jacqueline Seifriedsberger            |  |
| 20 février 2011                                        | Ramsau                    | HS98                      | Sara Takanashi                        | Ulrike Gräßler                        | Melanie Faisst                        |  |
| Championnats du monde (24 février 2011 au 6 mars 2011) |                           |                           |                                       |                                       |                                       |  |
| 1er mars 2011                                          | Hakuba                    | HS98                      | annulé                                | annulé                                | annulé                                |  |
| 2 mars 2011                                            | Hakuba                    | HS98                      | annulé                                | annulé                                | annulé                                |  |
| 9 mars 2011                                            | Zao                       | HS100                     | Yūki Itō                              | Jacqueline Seifriedsberger            | Maja Vtič                             |  |
| 10 mars 2011                                           | Zao                       | HS100                     | annulé                                | annulé                                | annulé                                |  |

### Classement définitif
Classement complet au 10 mars 2011, après vingt épreuves :
| Rang | Nom                        | Points |
| ---- | -------------------------- | ------ |
| 1    | Daniela Iraschko           | 1445   |
| 2    | Coline Mattel              | 1100   |
| 3    | Eva Logar                  | 704    |
| 4    | Melanie Faisst             | 697    |
| 5    | Jacqueline Seifriedsberger | 629    |
| 6    | Jessica Jerome             | 598    |
| 7    | Ulrike Gräßler             | 567    |
| 8    | Juliane Seyfarth           | 543    |
| 9    | Lindsey Van                | 519    |
| 10   | Maja Vtič                  | 506    |
| 11   | Sara Takanashi             | 411    |
| 12   | Elena Runggaldier          | 338    |
| 13   | Špela Rogelj               | 335    |
| 14   | Anna Haefele               | 310    |
| 15   | Anja Tepes                 | 301    |
| 16   | Anette Sagen               | 296    |
| 17   | Yūki Itō                   | 292    |
| 18   | Lisa Demetz                | 272    |
| 19   | Ursa Bogataj               | 244    |
| 20   | Line Jahr                  | 239    |
| 21   | Sarah Hendrickson          | 237    |
| 22   | Ayumi Watase               | 212    |
| 23   | Evelyn Insam               | 206    |
| 24   | Abby Hughes                | 193    |
| 25   | Wendy Vuik                 | 187    |
| 26   | Jenna Mohr                 | 181    |
| 27   | Alissa Johnson             | 180    |
| 28   | Katharina Keil             | 176    |
| 29   | Julia Kikkaenen            | 171    |
| 30   | Cornelia Roider            | 167    |

| Rang | Nom                   | Points |
| ---- | --------------------- | ------ |
| 31   | Carina Vogt           | 154    |
| 32   | Yoshiko Kasai         | 147    |
| 33   | Michaela Doleželová   | 131    |
| 34   | Sabrina Windmüller    | 128    |
| 35   | Vladěna Pustková      | 115    |
| 36   | Ema Klinec            | 106    |
| 37   | Taylor Henrich        | 100    |
| 38   | Maren Lundby          | 98     |
| 39   | Gyda Enger            | 89     |
| 40   | Anna Rupprecht        | 77     |
| 41   | Svenja Wuerth         | 71     |
| 42   | Roberta D'Agostina    | 67     |
| 43   | Alexandra Kustova     | 56     |
| 44   | Bigna Windmueller     | 50     |
| 45   | Silje Spakehaug       | 46     |
| 46   | Lucie Míková          | 43     |
| 46   | Charlotte Mitchell    | 43     |
| 48   | Irina Taktaeva        | 42     |
| 48   | Julija Srsen          | 42     |
| 50   | Barbara Klinec        | 41     |
| 51   | Ramona Straub         | 38     |
| 52   | Atsuko Tanaka         | 36     |
| 53   | Nita Englund          | 29     |
| 54   | Yurika Hirayama       | 26     |
| 55   | Agata Stare           | 25     |
| 55   | Manja Pograjc         | 25     |
| 57   | Julia Clair           | 23     |
| 57   | Anastasiya Veschekova | 23     |
| 59   | Sofya Tikhonova       | 20     |
| 60   | Synne Steen Hansen    | 19     |

| Rang | Nom                      | Points |
| ---- | ------------------------ | ------ |
| 61   | Natsuka Sawaka           | 18     |
| 62   | Léa Lemare               | 15     |
| 62   | Ayuka Takeda             | 15     |
| 64   | Seiko Koasa              | 14     |
| 65   | Kori Iwabushi            | 13     |
| 65   | Verena Pock              | 13     |
| 67   | Xueyao Li                | 12     |
| 67   | Sonja Schoitsch          | 12     |
| 67   | Katharina Althaus        | 12     |
| 67   | Aki Matsuhashi           | 12     |
| 71   | Saki Kitamura            | 11     |
| 72   | Jenny Synnove Hagemoen   | 10     |
| 72   | Misaki Shigeno           | 10     |
| 72   | Silje Karlengen          | 10     |
| 75   | Yurina Yamada            | 9      |
| 76   | Linlin Cui               | 8      |
| 76   | Tong Ma                  | 8      |
| 76   | Mizuki Yamaguchi         | 8      |
| 79   | Erina Kabe               | 7      |
| 80   | Cheng Ji                 | 6      |
| 80   | Lisa Wiegele             | 6      |
| 82   | Maria Zotova             | 5      |
| 82   | Jun Maruyama             | 5      |
| 84   | Misa Fueki               | 3      |
| 85   | Haruka Iwasa             | 2      |
| 85   | Xinyue Chang             | 2      |
| 87   | Avery Ardovino           | 1      |
| 87   | Dana Vasilica Haralambie | 1      |
| 87   | Veronica Gianmoena       | 1      |
| 87   | Yuka Kobayashi           | 1      |
| 87   | Nina Lussi               | 1      |